# Sclopetaspis lanigera
Sclopetaspis lanigera är en insektsart som först beskrevs av Robert Newstead 1920.  Sclopetaspis lanigera ingår i släktet Sclopetaspis och familjen pansarsköldlöss.
Artens utbredningsområde är Uganda. Inga underarter finns listade i Catalogue of Life.